# Angelonia crassifolia
Angelonia crassifolia là một loài thực vật có hoa trong họ Mã đề. Loài này được Benth. mô tả khoa học đầu tiên năm 1846.